# 克里斯·伍德 (足球运动员)
基斯杜化·格蘭·活特（英語：Christopher Grant Wood，1991年12月7日—），是一名紐西蘭職業足球員，現時效力英超球會諾丁漢森林，為新西蘭國家足球隊成員。司職前鋒。
活特於紐西蘭奧克蘭出生，於職業生涯初期，他曾效力劍橋足球會、怀卡托和漢密爾頓流浪者職業足球俱樂部。其後，活特轉會至英國球會西布朗，效力期間曾被外借至6間不同的球會。2013年，他轉會至莱斯特城。2年後，活特被外借至葉士域治1年。2015年，他轉會至英格蘭冠軍足球聯賽球會列斯聯，並於2016-17球季成為英冠聯賽神射手。2017年，活特轉會至伯恩利，轉會費打破球會的紀錄。
於國家隊方面，活特曾為新西蘭國家足球隊上陣56場，攻入24球，並曾代表球隊參加2010年世界盃。

## 生平

### 早年
基斯·活特在紐西蘭奧克蘭出生，曾入讀皇家橡树小学（Royal Oak Primary）和剑桥东小学（Cambridge East primary），然後升讀圣保罗高校（St Paul's Collegiate School）。活特於15歲已代表剑桥參加「北部聯賽」（Northern League）展開足球事業，獲得瓦卡托足球會的青訓學院（Waikato FC Academy）青睞，其後被提升上一隊在ASB超級聯賽上陣。他其後轉投乐途NRFL超級聯賽的汉密尔顿流浪者（Hamilton Wanderers），最終加盟英格蘭老牌球會西布朗。他的姊姊卓絲·活特（Chelsey Wood）亦是一名足球運動員，曾代表紐西蘭出席在智利舉行的2008年U20女子世界盃和在德國舉行的2010年U20女子世界盃。

#### 外借生涯
班士利
活特於2010年9月24日被緊急借用到英冠的班士利，為期93日，他上陣7仗但沒有入球進賬。
白禮頓
2010年11月19日活特再獲外借到英甲的白禮頓，為期至翌年1月，他在首次披甲對布里斯托流浪取得入球，但於三日後對修咸頓負責主射十二碼被救出。2012年1月6日活特獲白禮頓延長借用至球季結束。活特於足總盃3-1擊敗樸茨茅夫再射入1球，協助球賽將去屆決賽球隊淘汰出局；更於對彼德堡梅開二度。期間在各項比賽合共上陣31場及射入9球，而白禮頓亦以英甲冠軍身份取得升班資格。

### 紐卡素足球會
2022年1月13日，伍德與 纽卡斯尔联簽訂了一份為期兩年半的合同，費用沒有披露。紐卡斯爾主教練埃迪·霍維表示伍德是本賽季關鍵時刻的重要簽約。伍德是纽卡斯尔联被沙烏地阿拉伯公共投資基金收購後，俱樂部的第二筆簽約，他本人將此舉視為“令人興奮的機會”。。

## 國家隊
活特代表新西蘭參加2007年U17世界盃足球賽，雖然球隊3戰3負，但活特的特出表現使他獲得西布朗招手參加試訓，其後更被正式羅致。
於球會有連串出色表現後，活特獲得全白軍教頭里基·赫伯特挑選參加在南非舉行的2009年洲際國家盃，晉身大國腳行列，並於2009年6月3日對坦桑尼亞的友誼賽首次上陣。2010年5月活特獲提名加入新西蘭參賽世界盃大軍名單內，年僅18歲是新西蘭出發到南非最年青的成員。
活特於2010年10月10日1-1賽和洪都拉斯取得首個國際賽入球；並於2012年6月10日在2012年大洋洲國家盃對所羅門群島的季軍戰首次在國際舞台演出帽子戲法。

## 生涯統計

### 國家隊上陣次數
截至2017年11月15日
| 國家隊           | 年份 | 出場 | 入球 |
| ---------------- | ---- | ---- | ---- |
| 新西蘭國家足球隊 | 2009 | 5    | 0    |
| 新西蘭國家足球隊 | 2010 | 9    | 1    |
| 新西蘭國家足球隊 | 2011 | 3    | 0    |
| 新西蘭國家足球隊 | 2012 | 12   | 9    |
| 新西蘭國家足球隊 | 2013 | 4    | 0    |
| 新西蘭國家足球隊 | 2014 | 4    | 3    |
| 新西蘭國家足球隊 | 2015 | 2    | 1    |
| 新西蘭國家足球隊 | 2016 | 7    | 4    |
| 新西蘭國家足球隊 | 2017 | 10   | 6    |
| 總計             | 總計 | 56   | 24   |

### 國家隊入球
新西蘭队的比分及入球列前。
截至2017年11月15日
| #  | 日期           | 地點                                            | 對手         | 入球 | 比數 | 比賽                       |
| -- | -------------- | ----------------------------------------------- | ------------ | ---- | ---- | -------------------------- |
| 1  | 2010年10月9日  | 新西蘭，奧克蘭，北港灣體育場                    |              | 1–0  | 1–1  | 友誼賽                     |
| 2  | 2012年2月29日  | 新西蘭，奧克蘭，芒特智能體育場                  | 牙买加       | 1–2  | 2–3  | 友誼賽                     |
| 3  | 2012年6月4日   | 所羅門群島，霍尼亚拉，勞森·塔瑪體育場           |              | 2–0  | 2–1  | 2012年大洋洲國家盃         |
| 4  | 2012年6月6日   | 所羅門群島，霍尼亚拉，勞森·塔瑪體育場           | 所罗门群岛   | 1–0  | 1–1  | 2012年大洋洲國家盃         |
| 5  | 2012年6月10日  | 所羅門群島，霍尼亚拉，勞森·塔瑪體育場           | 所罗门群岛   | 1–0  | 4–3  | 2012年大洋洲國家盃         |
| 6  | 2012年6月10日  | 所羅門群島，霍尼亚拉，勞森·塔瑪體育場           | 所罗门群岛   | 2–0  | 4–3  | 2012年大洋洲國家盃         |
| 7  | 2012年6月10日  | 所羅門群島，霍尼亚拉，勞森·塔瑪體育場           | 所罗门群岛   | 3–0  | 4–3  | 2012年大洋洲國家盃         |
| 8  | 2012年9月7日   | 新喀里多尼亞，努美阿，努馬達利洋球場            | 新喀里多尼亞 | 2–0  | 2–0  | 2014年國際足協世界盃外圍賽 |
| 9  | 2012年9月11日  | 新西蘭，奧克蘭，北港灣體育場                    | 所罗门群岛   | 5–1  | 6–1  | 2014年國際足協世界盃外圍賽 |
| 10 | 2012年11月14日 | 中國，上海，虹口足球场                          | 中國         | 1–1  | 1–1  | 友誼賽                     |
| 11 | 2014年3月5日   | 日本，東京都，國立霞丘陸上競技場                | 日本         | 1–4  | 2–4  | 友誼賽                     |
| 12 | 2014年3月5日   | 日本，東京都，國立霞丘陸上競技場                | 日本         | 2–4  | 2–4  | 友誼賽                     |
| 13 | 2014年11月14日 | 中國，南昌市，南昌八一體育場                    | 中國         | 1–1  | 1–1  | 友誼賽                     |
| 14 | 2015年11月12日 | 阿曼，马斯喀特，錫卜體育場                      | 阿曼         | 1–0  | 1–0  | 友誼賽                     |
| 15 | 2016年5月28日  | 巴布亚新几内亚，莫尔兹比港，約翰·吉斯爵士體育場 | 斐济         | 3–1  | 3–1  | 2016年大洋洲國家盃         |
| 16 | 2016年5月31日  | 巴布亚新几内亚，莫尔兹比港，約翰·吉斯爵士體育場 |              | 1–0  | 5–0  | 2016年大洋洲國家盃         |
| 17 | 2016年5月31日  | 巴布亚新几内亚，莫尔兹比港，約翰·吉斯爵士體育場 | 2–0          |      | 5–0  | 2016年大洋洲國家盃         |
| 18 | 2016年6月8日   | 巴布亚新几内亚，莫尔兹比港，約翰·吉斯爵士體育場 | 新喀里多尼亞 | 1–0  | 1–0  | 2016年大洋洲國家盃         |
| 19 | 2017年3月25日  | 斐濟，劳托卡，邱吉爾公園球場                    | 斐济         | 1–0  | 2–0  | 2018年國際足協世界盃外圍賽 |
| 20 | 2017年6月21日  | 俄羅斯，索契，菲什特奧林匹克體育場              | 墨西哥       | 1–0  | 1–2  | 2017年洲際國家盃           |
| 21 | 2017年9月1日   | 新西蘭，奧克蘭，北港灣體育場                    | 所罗门群岛   | 1–0  | 6–1  | 2018年國際足協世界盃外圍賽 |
| 22 | 2017年9月1日   | 新西蘭，奧克蘭，北港灣體育場                    | 所罗门群岛   | 2–0  | 6–1  | 2018年國際足協世界盃外圍賽 |
| 23 | 2017年9月1日   | 新西蘭，奧克蘭，北港灣體育場                    | 所罗门群岛   | 6–1  | 6–1  | 2018年國際足協世界盃外圍賽 |
| 24 | 2017年10月6日  | 日本，丰田市，豐田體育場                        | 日本         | 1–1  | 1–2  | 2017年麒麟盃               |

## 榮譽

### 球會
西布朗
- 英格蘭足球冠軍聯賽亞軍：2009-10賽季[20]

 白禮頓
- 英格蘭足球甲級聯賽冠軍: 2010-11賽季[20]

 李斯特城
- 英格蘭足球冠軍聯賽冠軍：2013-14賽季[20]

### 國家隊
新西蘭
- 大洋洲國家盃：2016年[21]

### 個人
- PFA英冠年度最佳陣容：2016-17賽季[22]
- 新西蘭20歲以下年度最佳男球員：2008年、2009年、2011年[23]

## 外部連結
- Chris Wood instagram
- 西布朗官網簡歷
- 基斯·活特 – FIFA國際賽競賽紀錄 (存檔)
- 足球数据库：基斯·活特的球员统计数据